# Józef Januszkowski

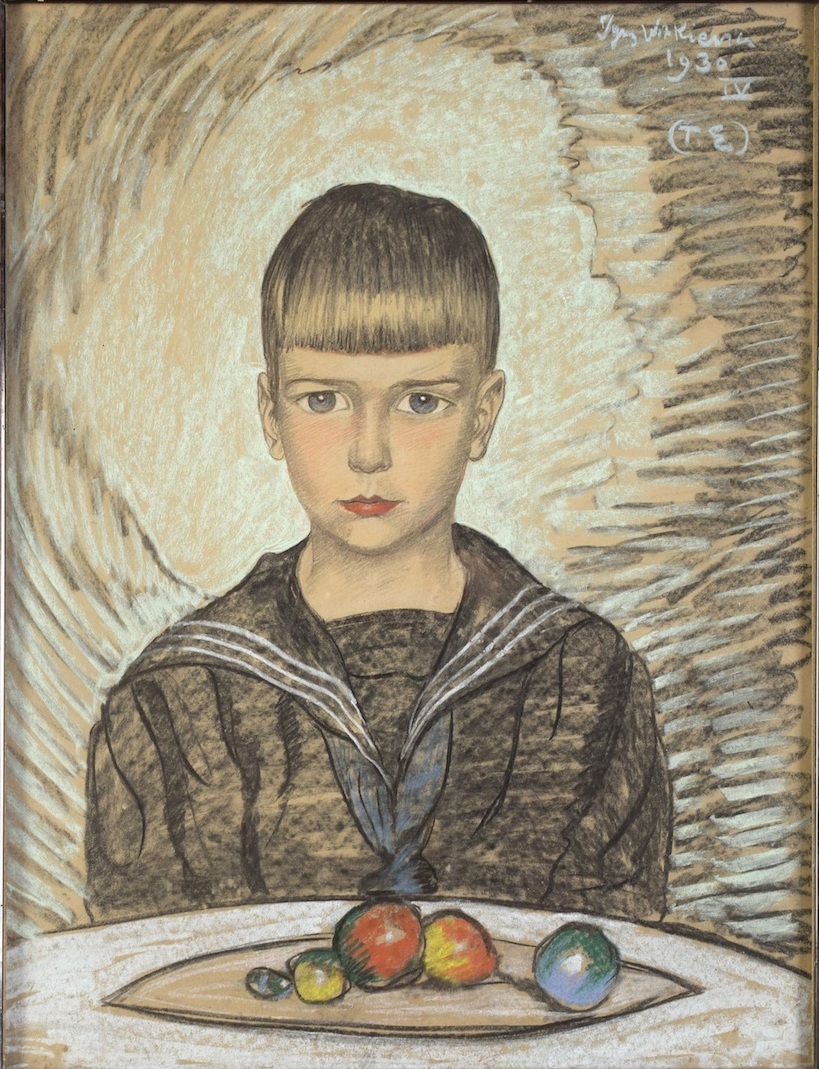
Portret Józefa Januszkowskiego pędzla Stanisława Ignacego Witkiewicza

Józef Januszkowski (ur. 9 listopada 1924 w Zakopanem, zm. 6 września 1967 tamże) – polski taternik, przewodnik tatrzański, ratownik górski.
Był synem lekarza zakopiańskiego Aleksandra Januszkowskiego (zm. w 1942) i Aliny z Kośmińskich Januszkowskiej (zm. 1968). Mieszkał na ulicy Jagiellońskiej w willi „Bożydar”, wybudowanej w 1928 r. według projektu Karola Stryjeńskiego. Ojciec był lekarzem w stylu Judyma. Miał pacjentów, ale głównie leczył górali za darmo. Ponieważ ojciec mało zarabiał, matka wynajmowała pokoje turystom i letnikom.
Józef Januszkowski z wykształcenia był inżynierem-leśnikiem, absolwentem Wydziału Rolniczo-Leśnego Uniwersytetu Jagiellońskiego. Uprawiał wspinaczkę od 1941 do śmierci, a jego głównym zainteresowaniem stały się z czasem pierwsze wejścia zimowe. 26 września 1946 przeprowadził pierwsze wejście wprost od północy na Teriańską Przełęcz Niżnią z Henrykiem Czarnockim, a następnie inne trudne wejścia, m.in. 31 marca 1948 pierwsze wejście zimowe wprost od południa na Kozią Przełęcz Wyżnią (z Czarnockim, Jerzym Mitkiewiczem i Aleksandrem Rokitą), a także pierwsze wejście zimowe na Ciemniak przez próg do Doliny Mułowej i przez Twardy Grzbiet (1956, z Maciejem Mischke). Był narciarzem wysokogórskim i przewodnikiem tatrzańskim, należał do Tatrzańskiego Ochotniczego Pogotowia Ratunkowego (od 1945), a także do Polskiego Klubu Alpinistycznego i Klubu Wysokogórskiego Polskiego Towarzystwa Tatrzańskiego (w latach 1947–49 wchodził w skład zarządu głównego tego klubu). Przez rok (1950–51) prowadził wraz z matką schronisko w Roztoce. Turystykę uprawiał również w Beskidach.
Zmarł tragicznie na krwiaka mózgu. Został pochowany na Nowym Cmentarzu w Zakopanem (kw. M2-B-13).

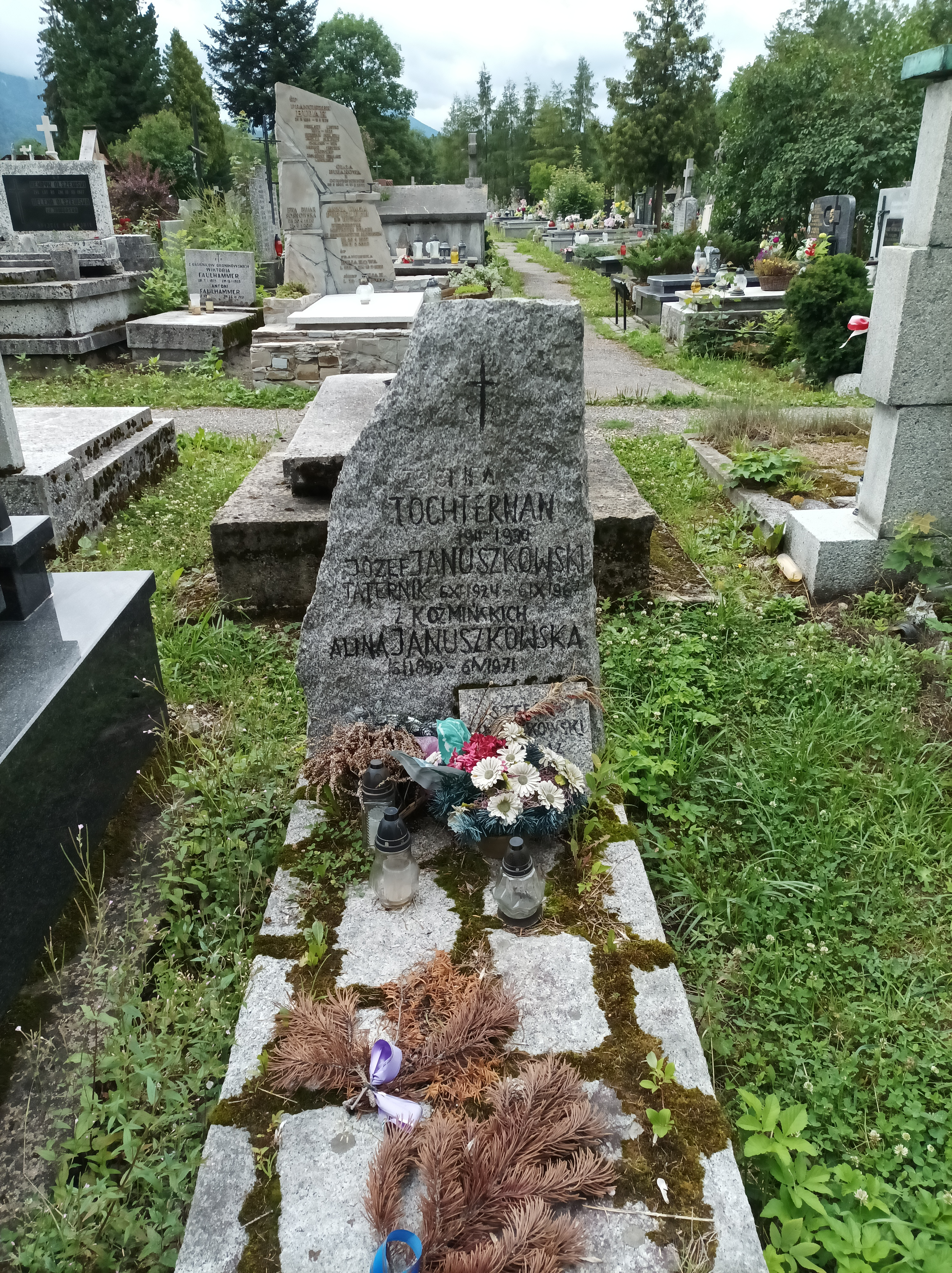
Grób Józefa Januszkowskiego na Nowym Cmentarzu w Zakopanem